# Tradiciones mágicas en Guipúzcoa

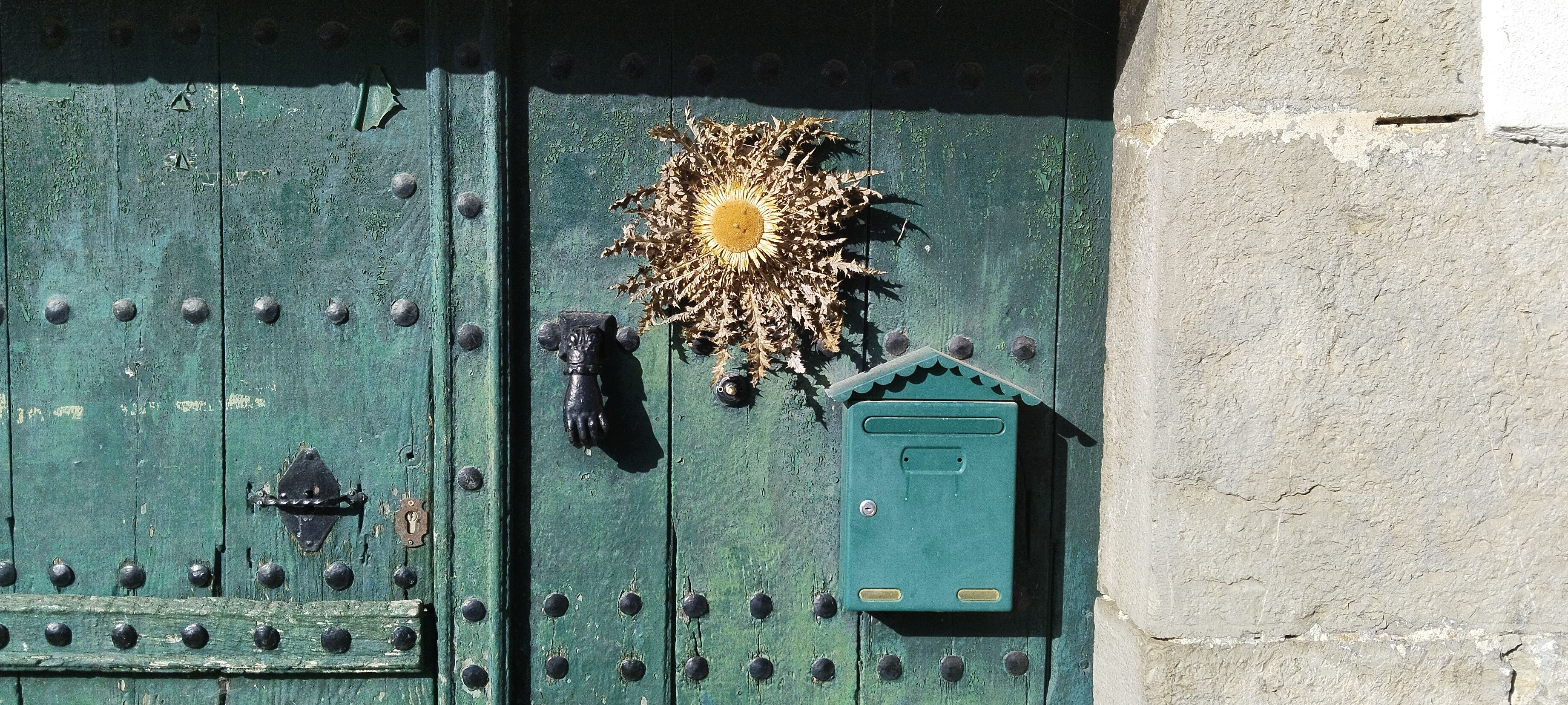
Eguzkilore en un caserío guipuzcoano

Las tradiciones mágicas en Guipúzcoa, País Vasco, (España) tienen sus raíces en  tiempos precristianos y servían para protegerse de todo tipo de adversidades cotidianas.
En una época donde la vida de los individuos dependía de los caprichos de la naturaleza, estas prácticas desempeñaban un papel crucial ante las enfermedades, epidemias y otros peligros.
La llegada del cristianismo hacia el siglo VIII provocó un cierto desplazamiento de estas costumbres hacia prácticas propias de la nueva religión, aunque no llegó a sustituirlas completamente. 
Las tradiciones mágicas continuaron formando parte de la cultura popular, fusionándose las raíces precristianas con los nuevos elementos religiosos. 

## Descripción
Desde el mundo prehistórico, el hombre vivió al albur de las fuerzas de la naturaleza como plagas, sequías, rayos, galernas, enfermedades o epidemias. 
Esta indefensión hizo que desarrollara un gran número de prácticas y ceremoniales para protegerse de las penalidades.
Con la llegada del cristianismo se incorporó una serie de ritos que sustituyeron en parte a los anteriores aunque algunos de ellos han llegado a nuestros días.
Entre las más antiguas, la más relevante eran los rituales que acompañaban a las hogueras en el solsticio de verano:
Saltar sobre la hoguera daba buena suerte para el resto del año, bañarse durante esa noche fortalecía la salud, dormir con un ramo de verbena daba prosperidad económica o utilizar las cenizas de la hoguera que tenían propiedades curativas.

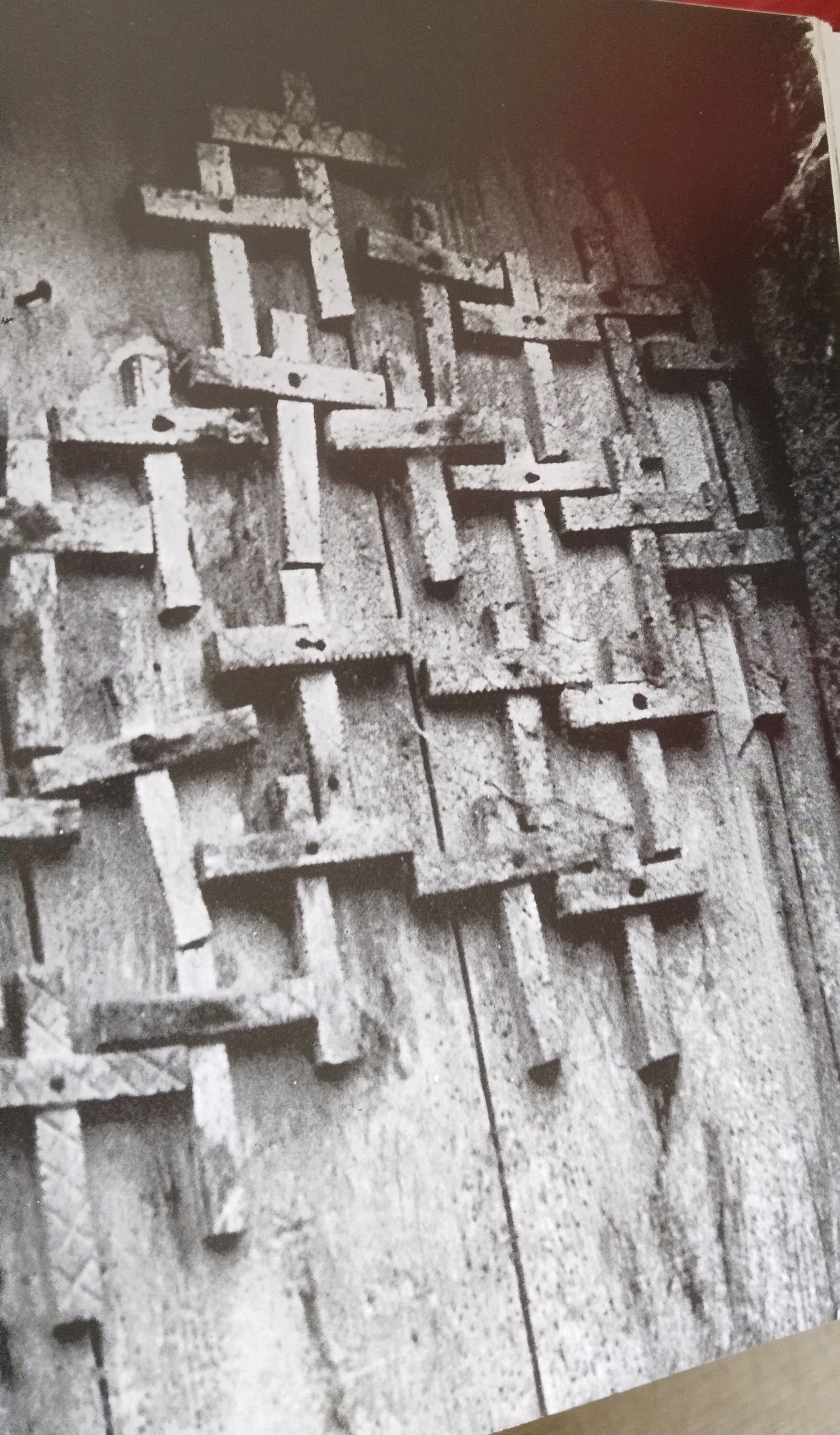
Cruces protectoras en un establo de Guipúzcoa

Otro hábito de la noche de San Juan era colocar grandes ramos de flores de cardo, eguzkilore en euskera, en las puertas de las viviendas. Estos cardos representaban al sol y se colocaban para impedir que las brujas y los malos espíritus que vagaban por la noche pudieran penetrar en el interior del caserío y así impedir que hicieran el mal de ojo.
En el ámbito rural del caserío existían diversas prácticas como asperjar con agua las imágenes de santos  para lograr lluvia para los campos o 
tener entre su rebaño algunas ovejas de lana marrón oscuro y hasta negras pues era creencia generalizada que hacer esto traía buena suerte y protegía al ganado. 
Con la cristianización del territorio, el santoral guio las vidas de sus habitantes en su afán de proteger sus vidas. 
Existían principalmente tres fechas en las que se realizaban bendiciones y colocación de cruces y enramadas, estas eran: San Antón el 17 de enero, La Santa Cruz el 3 de mayo y la fiesta del solsticio de verano en la noche víspera y el día de San Juan el 24 de junio.
Por San Antón se bendecían los ganados y en muchas cuadras se podían ver estampas y láminas y hasta capillitas de San Antón para proteger a los ganados que allí están estabulados.
Para proteger los caseríos contra el rayo, además de encomendarse a Santa Bárbara, se podían ver empotradas en las fachadas cruces de piedra y también otras pintadas con cal.
El Domingo de Ramos se llevaban a la iglesia gran número de ramas de laurel para que fueran bendecidos por el cura. Estas ramas y hojas se llevaban al caserío y a las casas y con ellas se hacían gran cantidad de pequeñas cruces. Posteriormente se colocaban el día 3 de mayo clavadas en las puertas, ventanas, dinteles, muros y campos de labor de los caseríos. Estas cruces protegerían la casa y heredades contra penalidades como, tempestades, rayos, inundaciones o plagas. Solían tener una serie de gotas de cera bendecida el día de la Candelaria (2 de febrero) para así por añadidura ser más eficaces para conjurar esos males.
En temas de salud, había una amplia variedad de hábitos rituales. Por todo el territorio había fuentes y manantiales con poderes curativos para diversas enfermedades. En el monte Hernio existen desde tiempos antiguos unos aros metálicos que pasados por el cuerpo preservan contra las enfermedades reumáticas.
En la zona de Éibar, las tortas de San Blas eran bendecidas en dicho día en la iglesia antes de su consumo para preservar de males a la familia.
En temas matrimoniales había una amplia variedad de rituales como llevar huevos a las monjas clarisas, sobre todo en San Sebastián y Tolosa, para que el día de la boda no lloviera.
Existían unos amuletos con cuentas de cristal de roca facetadas colgadas del cuello para preservar a las mujeres del endurecimiento de los pechos mientras estaban criando a sus hijos.
En casos de esterilidad de una pareja, hasta bien entrado el siglo XX la responsabilidad recaía exclusivamente en la mujer, para lo que había varios remedios: 

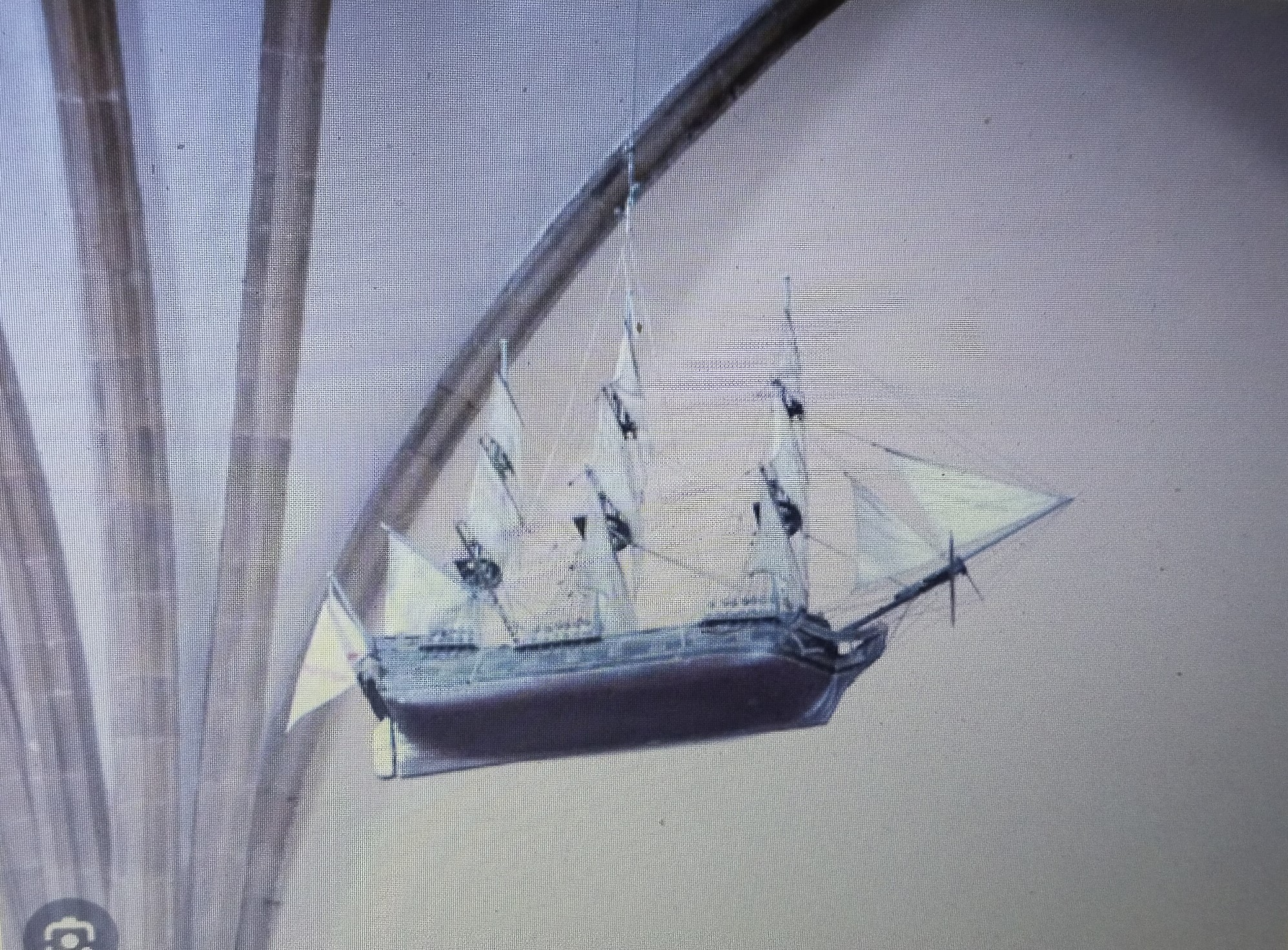
Barco votivo en el Santuario de Itziar

En la noche de San Juan se recomendaba saltar nueve olas de espaldas al mar para mejorar la fertilidad femenina.
Otras aguas como la del goteral de la cueva y ermita de San Elías en Oñate eran utilizadas para combatir la esterilidad de las mujeres que cuentan que se bañaban en las aguas que recoge un abrevadero.
El mundo marinero en Guipúzcoa era proclive  a la superstición, lo que añadido a sus profundas creencias religiosas le llevó a llenar las iglesias de exvotos marinos tras librarse de un naufragio.
Muchos etnólogos han documentado estas tradiciones pero cabe destacar el trabajo recopilatorio de José Miguel Barandiarán.